# Norra Hallands veckoblad
Norra Hallands veckoblad, eller Norra Halland, är en tvådagars prenumererad morgontidning i Kungsbacka. Den ges ut tisdag och fredag som papperstidning och sedan februari 2021 även på söndagar som pdf-tidning. Första numret utkom 9 december 1921 och redaktör var Charley Fager.
2021 har Norra Halland en prenumererad upplaga på 10 300 exemplar, och är nästan tre gånger så stor som konkurrenten Kungsbacka-Posten. En till två gånger i månaden delas tidningen ut till alla hushåll och företag i Kungsbacka. Tidningen har 18 anställda.

## Historia
Tidningen var bonderörelsens svar på den konservativa Nordhalland. Norra Halland kämpade i motvind fram till Stig R Larsson blev redaktör 1941. Då var upplagan bara 1 000 exemplar medan Nordhalland hade över 2 000.
Företaget fick en nystart och blev en ekonomisk förening där bönder och andra intressenter  köpte andelar för 25 kronor styck. Stig R Larsson satsade kraftfullt på familjesida och ortsmeddelare runt om i bygden, och upplagan steg snabbt. 1948 anställdes Eva Samuelsson, tidningens första kvinnliga journalist.
1950 passerades Nordhalland i upplaga, och 1956 gick Norra Halland över till morgonutdelning. Tryckpressen var uttjänt, och 1961 byggdes en ny tryckhall på gården till Kyrkogatan 2-4 där tidningen huserade sedan 1940-talet. Det köptes en ny tryckpress, men med ny menades en press från 30-talet i gott skick. Den kunde fortfarande bara trycka fyra sidor i taget, så när annonstillgången ökade fick man göra så kallade dubbelnummer med åtta sidor. Tryckpressen och den gamla blysättningstekniken användes ända till 1991, då arbetssituationen dömdes ut, och tryckeriet lades ner. Tidningen sätts och trycks sedan dess på annan ort.
25 mars 1964 gav Nordhalland upp och köptes av Norra Halland. Den förblev en egen edition av tidningen ända till 2013, men i praktiken innebar det endast att några hundra prenumeranter fick sin tidning med annat tidningshuvud.
I samband med affären slutade Stig R Larsson. I stället tog styrelseledamoten och landstingspolitikern Karl-Arvid Andersson från Vallda över som VD och ansvarig utgivare. 1965 blev Curt-Ingvar Nordh redaktionschef. Han kom från Skånska Dagbladet i Malmö men slutade redan efter två år och flyttade till Karlskrona och jobbet som nattchef på Blekinge Läns Tidning.   2008 blev Kristian Alm redaktionschef och utgivare. VD-skapet behöll dock Karl-Arvid Andersson till sin död 2013, över 90 år gammal. Han ägde stora andelar av tidningen och även själva tidningshuset.
2006 övergick tidningen till tabloidformat för att bättre möta konkurrensen från nya Kungsbackatidningar. I och med det nya redaktörskapet moderniserades tidningen kraftigt 2008, och fick en fungerande hemsida. 
Efter ett mellanspel med tillfällig ledning blev 2013 Elisabeth Blide ny vd, chefredaktör och ansvarig utgivare. 
Sommaren 2013 brann tidningshuset sedan en pyroman tänt på. Efter ett års renovering kunde företaget flytta tillbaka hösten 2014.
2019 blev Stefan Pettersson ny vd, chefredaktör och ansvarig utgivare.

## Redaktörer

### Charley Fager
Charley Fager (Född i Onsala) jobbade tidigare för Nordhalland. Han var den som tog initiativ till att starta tidningen 1921 och ägde tryckpressen. Arbetade främst i kulisserna som utgivare och tryckare, medan Birger Johanson skötte redaktörsarbetet. Charley Fager var en drivande kraft bakom starten men överlät efter ett par år verksamheten till Carl Gustaf Hammarlund.

### Birger Johanson
Birger Johanson var tidningens första egentliga redaktör. Han skötte produktionen av Norra Hallands veckoblad från ett litet gårdsrum i Kungsbacka, medan Charly Fager mest verkade i bakgrunden. Johanson arbetade under mycket enkla förhållanden och var en pionjär i uppbyggnaden av tidningen.

### Stig R Larsson
Stig Robert Larsson (född 1917 i Dagstorp
) började som 23-åring och byggde upp ett nätverk av ortsmeddelare, bevakade alla kommuner i området, införde morgonutdelning och drev kraftig upplageökning. Han var både redaktör och företagsledare och försökte modernisera företaget. Lämnade efter sammanslagningen med Nordhalland 1964.

### Curt-Ingvar Nordh
Curt-Ingvar Nordh (född 1935 i Stiby) hade tidigare jobbat på Aurora och Skånska Dagbladet. Nordh blev redaktör 1964 men slutade redan efter två år eftersom att han tröttnade på den stora arbetsbördan och Karl-Arvid Anderssons långsamma beslutsvägar. Nordh flyttade senare till Karlskrona och fick jobbet som nattchef på Blekinge Läns Tidning.
Nordhs år fick däremot en kvarvarande effekt, han anställde 1965 sportvikarien Kurt ”Chico” Johansson, som blev en stor del av tidningen.